# Charles Lyell
Sir Charles Lyell (født 14. november 1797, død 22. februar 1875) var en britisk geolog og sagfører. Han ligger begravet i Westminster Abbey.
Sir Charles Lyell betragtes sammen med James Hutton som den moderne geologis fædre. Hans vigtigste arbejde var omfattende lagfølgestudier, for at udrede forskellige tidsepoker, som han udførte i 1830'erne. Hans vigtigste publikation er Principles of Geology (1830). Han var nær ven med og mentor for Charles Darwin, men accepterede aldrig dennes evolutionsteori fuldt ud, til trods for at han var en af de første som blev konsulteret af Darwin om disse teorier. Charles Lyell har navngivet flere geologiske tidsepoker, blandt andet pleistocæn.

## Karriere
Han blev 1832 professor i geologi ved King’s College i London, hvilken stilling han dog efter nogen tid opsagde.
Han foretog omfattende rejser såvel i Europa (herunder i Sverige, 1834, og i Danmark, 1836) som i Nordamerika (1841 og 1845). Lyell ophøjedes til knight 1848 og til baronet 1864.

## Geologiens fornyer
Omend Lyell har offentliggjort også mange specialundersøgelser af stort værdi, ligger dog hans fornemmeste betydning i den overordnede retning, han har givet geologien, i det at han har forfægtet de synspunkter om de nu på jorden virkende kræfters betydning for jordens udvikling, hvilke nu omfattes af det store flertal af geologer. Ud af en bitter strid mellem neptunister (Werner og hans skole) og vulkanister (Hutton, Playfair og deres elever) om jordens udvikling fremgik en formidling af begge partiers synspunkter, som fik sit fornemmeste almentfattelige udtryk i Cuviers "Discours sur les révolutions du globe". Ifølge denne opfattelse adskilles de ulige perioder, i hvilke jordens udviklingshistorie kan opdeles, fra hinanden ved voldsomme katastrofer eller revolutioner, gennem hvilke ikke blot de fysiske forhold helt og holdent forandredes, men tillige alt levende ødelagdes, så at hver ny periode begyndte med en ny skabelse, hvor igennem en helt og holdent ny flora og fauna optrådte. De kræfter, som havde været virksomme under tidligere jordperioder, ansås tillige at være af anden art end de nu virksomme og knapt nok bundne af de samme love som nu.
Lyell valgte at gå imod disse opfattelser og forsøgte at vise, at de samme kræfter, som nu virker på jordskorpen, virkede også i tidligere jordperioder og at de virker efter samme love. Derved, at de virker under ufatteligt lange tidsrum, formår de at skabe storartede resultater. Ingen hele jorden omfattende katastrofer eller revolutioner er forekommet; sådanne har altid været lokale. Lige så lidt har en fuldstændig tilintetgørelse af floraen og faunaen nogensinde foregået. I det store hele har en jævn udvikling foregået fra den tid, da den glødende, flydende jordkerne beklædtes med en fast skorpe. Disse synspunkter om de nu på jorden virkende kræfters tilstrækkelighed til at forklare de under jordens udviklingshistorie foregående forandringer (aktualisme), skønt allerede forud fremstillede såvel af ældre forfattere som især af C. Prévost og K. E. A. v. Hoff, vandt dog egentlig først gennem Lyells udbredelse. Han fremstillede disse tanker med lysende talent i "Principles of geology" (hans hovedværk, til hvis udgivelse han foranledigedes af studiet af Poulett Scropes "Geology of Central France") og "Elements of geology", hvilken siden 1830 udkom i talrige oplag og oversat til flere sprog.

## Holdning tildarwinismen
I begyndelsen modstander til Darwins lære om arternes udvikling, blev Lyell dog snart tilhænger af denne. I virkeligheden kunne, som B. von Cotta har bemærket, Lyells og Darwins synspunkter anses som udtryk for samme tilgangsvinkel, nemlig loven om den gradvist foregående udvikling ved opsummering af de enkelte virkninger.

## Forskning
Blandt Lyells mange andre arbejder bør nævnes hans klassifikation af tertiærtiden, grundlagt på Deshayes undersøgelser over periodens mollusker, berettelserne om hans rejser i Nordamerika ("Travels in North America", 1845, og "Second visit to the United states", 1849) samt hans undersøgelser om menneskets første optrædende på jorden ("Geological evidences of the antiquity of man", 1863), hvori han på en overbevisende måde viste menneskehedens høje alder og samtidighed med en nu uddød pattedyrsfauna. Af særlig interesse er tillige hans undersøgelser over hvad, der kaldtes "beviser for gradvis højning af visse dele af Sveriges land" ("Proofs of a gradual rising of the land in certain parts of Sweden", 1835), som gjordes under Lyells rejse i 1834. Ifølge disse skulle Sverige være løftet mest i nord og med aftagende grad omtrent til Kalmar, mens syd for denne by ingen højning kan spores. Lyells behandling af spørgsmålet samt de af ham angivne mål for højningen har indgået i næsten alle senere lærebøger. Nyere undersøgelser, grundede på et større iagttagelsemateriale, har imidlertid vist, at en niveauforandring visserligt er sket og at den er større i det nordlige end i sydlige Sverige, men på den anden side ikke er sket så hastigt, som Lyell antog. I 1881 udgaves Lyells "Life, letters, and journals" i 2 bd.